# Daglfing

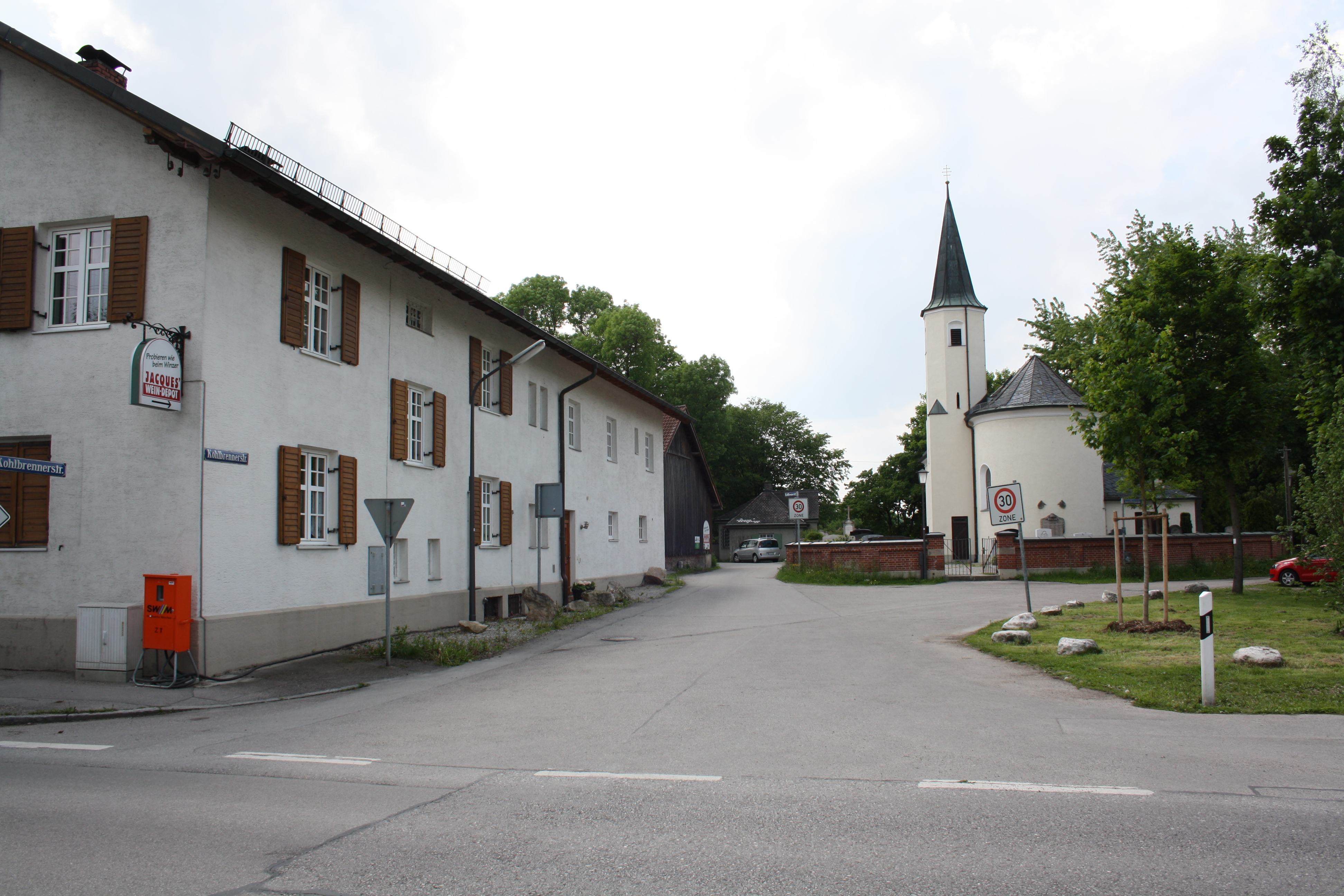
Historischer Ortskern Daglfings

Daglfing ist ein Stadtteil der bayerischen Landeshauptstadt München und gehört zum Stadtbezirk 13 Bogenhausen. Daglfing war früher ein eigenständiges Dorf und namensgebend für die aus mehreren Dörfern gebildete, von 1818 bis 1930 bestehende Gemeinde Daglfing.

## Lage
Daglfing ist der östlichste Stadtteil des Stadtbezirks Bogenhausen. Im Süden und Osten reicht er bis an die Grenze des Stadtbezirks, die im Süden durch die Bahnstrecke München–Simbach und im Osten durch den Hüllgraben gebildet wird; im Westen bildet die Bahnstrecke München Ost–München Flughafen die Grenze zu Zamdorf, Denning und Englschalking, und im Norden trennt der Straßenzug Stegmühlstraße – Salzstraße Daglfing von Johanneskirchen.

## Geschichte
Daglfing wurde erstmals am 10. Dezember 839 als ad Tagolfingas genannt. Daher wird der Name vom Namen Tagolf/Thachulf abgeleitet. Von 1319 an bis zur Säkularisation in Bayern 1803 gehörte Daglfing zu der Grafschaft Ismaning im Hochstift Freising.
Bei der Gemeindebildung in Bayern 1818 wurde aus dem Dorf Daglfing und anderen umliegenden Dörfern die Gemeinde Daglfing gebildet. Am 1. Januar 1930 erfolgte die Eingemeindung der Gemeinde mit ihren damaligen Gemeindeteilen Daglfing, Denning, Englschalking und Johanneskirchen nach München.

## Ortsbild
Der alte Ortskern ist um die katholische Kirche St. Philipp und Jakob zu finden. Bis heute hat sich Daglfing seinen ländlichen Charakter mit mehreren historischen Höfen weitgehend erhalten können. Im Süden ist das Bild geprägt von Einfamilien- und Reihenhäusern mit großen Gärten sowie einigen alten Gehöften. Dort liegt auch die Trabrennbahn Daglfing.
1957 errichtete der VdK im Gebiet um die Oberschlesische Straße eine Siedlung mit Doppelhaushälften.
Die Siedlung nördlich der Schichtlstraße entstand 1983/84 als Selbsthilfeprojekt für städtische Angestellte und Beamte.

## Gebäude
- Kirche St. Philipp und Jakob
- Gasthof Alte Post, Kunihohstraße
- Rudolf-Steiner-Schule und heilpädagogische Friedel-Eder-Schule, beide in der Max-Proebstl-Straße
- Trabrennbahn Daglfing, Sportstätte an der Rennbahnstraße

## Verkehr

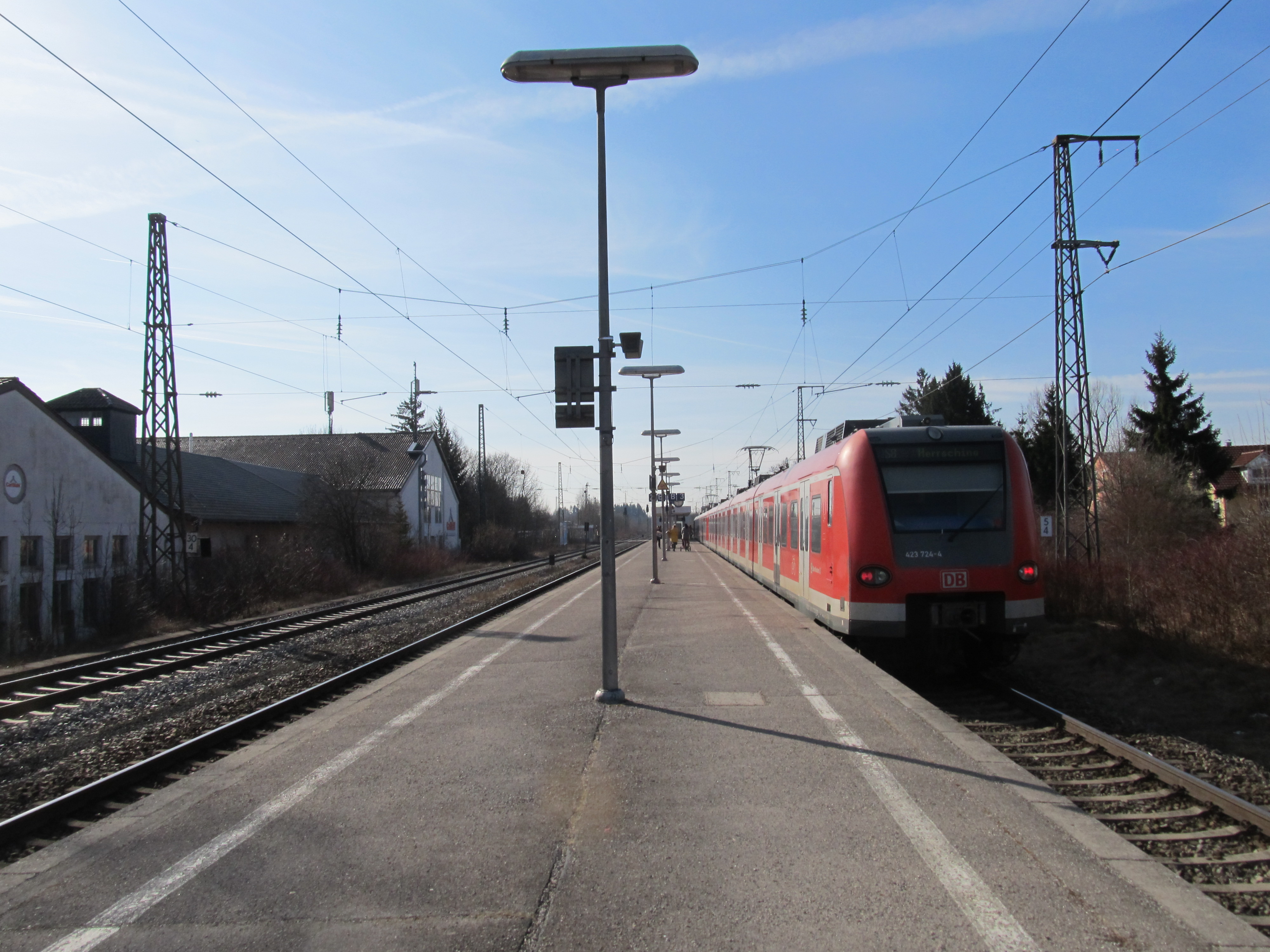
Bahnhof München-Daglfing

Daglfing ist an die A 94 mit einer eigenen Anschlussstelle „München-Daglfing“ (3) angeschlossen.
Durch Daglfing verläuft die Bahnstrecke München Ost–München Flughafen, die im 20-Minuten-Takt von der Linie S8 der S-Bahn München bedient wird. Der S-Bahnhof München-Daglfing hat zwei Bahnsteiggleise an einem Mittelbahnsteig und ein Durchfahrtgleis. Letzteres wird dem nahezu ausschließlich von Güterzügen befahrenen Münchner Nordring zugerechnet, der hier Richtung Trudering abzweigt.